# Stefan Christoph Saar
Stefan Christoph Saar (* 1954) ist ein deutscher Rechtswissenschaftler.

## Leben
Nach der Promotion zum Dr. iur. in Münster 1989 und Habilitation ebenda 1996 bei Heinz Holzhauer wurde er 1997 Hochschuldozent der Universität Münster. Seit 1998 hat er den Lehrstuhl für Bürgerliches Recht und Deutsche und Europäische Rechtsgeschichte an der Universität Potsdam inne.

## Schriften (Auswahl)
- Versorgungsausgleich und Beamtenversorgung. Grundlagen und allgemeine Regeln – Bewertung – Durchführung. Baden-Baden 1989, ISBN 3-7890-1859-7.
- Ehe – Scheidung – Wiederheirat. Zur Geschichte des Ehe- und des Ehescheidungsrechts im Frühmittelalter (6.–10. Jahrhundert). Münster 2002, ISBN 3-8258-3081-0.
- mit Ulf Müller: 35 Klausuren aus dem Handels- und Gesellschaftsrecht. Mit Lösungsskizzen. Neuwied 2006, ISBN 3-472-06023-9.
- mit Horst Tschernitschek: Familienrecht. Lehrbuch. Berlin 2008, ISBN 978-3-503-11018-6.